# Manfred Ritschel
Manfred Ritschel (Schwabach, 7 giugno 1946) è un ex calciatore tedesco, di ruolo centrocampista.

## Carriera
In Nazionale ha giocato 3 partite, nel 1975, segnando un gol.